# Tōyama Kagemoto
Tōyama Kagemoto (遠山景元, 27 septembre 1793-15 avril 1855), aussi connu sous le nom de « Tōyama Kinshirō », est un hatamoto et un officiel du shogunat Tokugawa au cours de l'époque d'Edo de l'histoire du Japon. Il est issu du clan Minamoto de la province de Mino. Son père, Kagemichi, est le magistrat de Nagasaki. Tōyama Kagemoto occupe les postes de magistrat des finances, magistrat du Nord et par la suite magistrat du Sud d'Edo (les Edo machi-bugyō agissent comme chefs de police et d'incendie et juges en matière pénale et civile). Comme magistrat du Nord, son opposition au magistrat du Sud Torii Yōzō et au rōjū Mizuno Tadakuni lui vaut la sympathie populaire. En 1843, il est évincé de son poste de magistrat du Nord en conséquence des machinations de Torii, et bien que nominalement nommé ōmetsuke, est exclu du pouvoir. Deux ans plus tard, quand Mizuno évince à son tour Torii, Tōyama est nommé magistrat du Sud, fonction une fois occupée par Ōoka Tadasuke.
Tōyama s'élève au rang de 5e junior inférieur avec le titre de Tōyama Saemon no jō.

## Dans la fiction
Dans le théâtre kabuki et les contes kōdan, il est célébré sous son nom d'enfance de Kinshirō, ou de façon populaire, Tōyama no Kin-san (en). Il passe pour avoir quitté la maison familiale encore jeune homme et avoir vécu parmi les gens du peuple, portant même un tatouage de sakura en fleur sur son épaule. Cette histoire s'est développée en une légende selon laquelle il aide les gens du commun.
Le romancier Tatsurō Jinde (陣出達郎) a écrit une série de livres à propos de Kin-san. L'acteur Chiezō Kataoka figure dans une série de huit films jidai-geki de la Toei le concernant. Plusieurs chaînes de télévision japonaises ont diffusé des séries basées sur le personnage. Il y est diversement représenté en petit yojimbo tout en résolvant des crimes en tant que chef de la police.
Dans le tome 2 de Inspecteur Kurokôchi, Tōyama Kinshirō est cité pour avoir servi d'inspiration à la création de l'« assemblée du cerisier » (d'après son tatouage de cerisier en fleur sur l'épaule), un groupe composé de policiers actifs ou à la retraite dont le but d'origine est d'utiliser les fonds du casse des 300 millions de yens pour fournir de meilleures pensions aux policiers (d'après la réputation de Tōyama Kinshirō d'aider les gens) mais qui dévie par la suite pour devenir une association chargée de dissimuler toutes les bavures policières, utilisant jusqu'au meurtre pour cela.